# Alfacaroteen
Alfacaroteen is, na bètacaroteen, de meest voorkomende vorm van caroteen. Het verschil tussen alfa- en bètacaroteen is de positie van de dubbele binding in een van beide eindstandige cyclohexaanringen.

## Fysiologie en metabolisme
Het lichaam zet alfacaroteen om in vitamine A (retinol) en wordt daarom ook wel provitamine A genoemd. Alfacaroteen functioneert als anti-oxidant. Een studie uit 2011 wees uit dat hogere bloedconcentraties aan alfacaroteen in het lichaam gepaard gaan met een lager risico om te sterven. Bij vrouwen liggen typische serumconcentraties op 5,31 µg/dL; bij mannen is dat 4,22 µg/dL.

## Voorkomen
Groenten die kunnen dienen als bron voor alfacaroteen zijn wortelen, broccoli, spruitjes, spinazie, pompoen, sperziebonen en sla. Ook in kiwi wordt de stof aangetroffen.